# Kamen Kalew

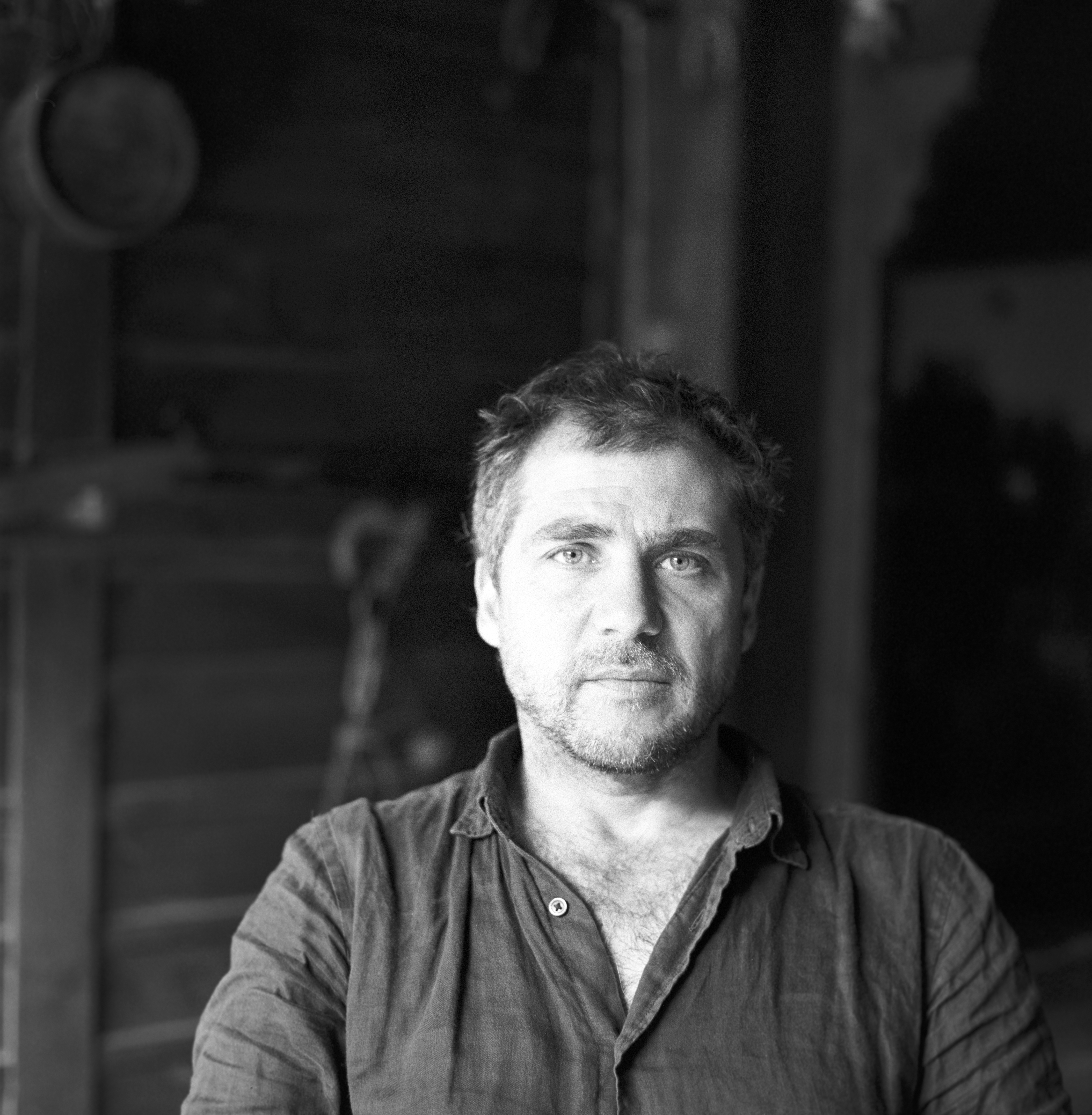
Kamen Kalew (2021)

Kamen Kalew (auch Kamen Kalev geschrieben, bulgarisch Камен Калев; * 1975 in Burgas, Bulgarien) ist ein bulgarischer Regisseur.

## Leben
Kamen Kalew wurde 1975 am Schwarzen Meer geboren. Nach dem Abschluss des französischen Gymnasiums in Burgas studierte er zwei Jahre Kinematographie an der bulgarischen Film- und Kunsthochschule (NATFIZ) in Sofia. Danach ging er nach Paris, wo er sein Studium an der bekannten französischen Filmhochschule La fémis fortsetzte. 2002 absolvierte er die französische Hochschule.
Kalews erste Kurzfilmarbeiten erhielten unter anderem Einladungen der Filmfestivals von Sarajevo, Berlin, New York, Stockholm. Er ist außerdem Autor von mehr als 60 kommerziellen und musikalischen Clips. 
2005 und 2007 stellte Kalew gemeinsam mit Dimitar Mitowski die Produktionen Warnete Saeka (bulg. Върнете заека/ dt. „Bringt den Hasen zurück“) und Loschijat saek (bulg. Лошият заек/ dt. „Der böse Hase“) auf den Filmfestspielen von Cannes vor.
2009 wurde Kalews Spielfilmdebüt Iztotschni piesi (bulg. Източни пиеси/ dt. „Östliche Spiele“, eng. „Eastern Plays“) ins offizielle Programm der Filmfestspiele von Cannes, in die Nebenreihe Quinzaine des réalisateurs, aufgenommen. Dabei handelte es sich um die erste bulgarische Filmproduktion seit 1990, die in Cannes gezeigt wurde. Die bulgarische Erstaufführung fand am 6. Oktober 2009 in Burgas statt. Der Film wurde auch 2009 für den Filmpreis des Europarlaments Lux nominiert. Beim Filmfestival im portugiesischen Estoril, bekam der Film den Spezialpreis der Jury. Die bulgarisch-schwedische Koproduktion The Island mit Laetitia Casta und Thure Lindhardt in den Hauptrollen erhielt eine Einladung in die Nebenreihe Quinzaine des Réalisateurs der 64. Internationalen Filmfestspiele von Cannes.

## Filmografie
- Orphée (2003)
- Warnete Saeka (Върнете заека) (2005)
- Loschijat saek (Лошият заек) (2007)
- Eastern Plays (Източни пиеси) (2009)
- The Island (Островът) (2011)
- Les Ponts de Sarajevo (2014)
- Face Down (Tête baissée) (2015)[5]